# Detroit Cougars 1967
Questa pagina raccoglie i dati riguardanti i Detroit Cougars nelle competizioni ufficiali della stagione 1967.

## Stagione
Nell'estate 1967 il club nordirlandese del Glentoran disputò il campionato nordamericano organizzato dalla United Soccer Association: accadde infatti che tale campionato fu disputato da formazioni europee e sudamericane per conto delle franchigie ufficialmente iscritte al campionato, che per ragioni di tempo non avevano potuto allestire le proprie squadre. Il Glentoran rappresentò i Detroit Cougars, e chiuse al quarto posto della Eastern Division, con 3 vittorie, 6 pareggi e 3 sconfitte, non qualificandosi per la finale (vinta dai Los Angeles Wolves, rappresentati dai Wolverhampton).
La rosa dei Cougars era composta quasi esclusivamente di giocatori del Glentoran, tranne il portiere John Kennedy preso in prestito degli scozzesi del Celtic e i due giocatori ingaggiati dai Crusaders, Danny Trainor e Alan McNeill.

## Organigramma societario
Area direttiva
Area tecnica
- Allenatore: John Colrain

## Rosa
| N. |                             | Ruolo | Calciatore       |
| -- | --------------------------- | ----- | ---------------- |
| 1  | Irlanda del Nord (bandiera) | P     | John Kennedy     |
| 1  | Irlanda del Nord (bandiera) | P     | Sammy Kidd       |
| 2  | Irlanda del Nord (bandiera) | D     | Harry Chreighton |
| 3  | Irlanda del Nord (bandiera) | D     | Billy McKeag     |
| 4  | Irlanda del Nord (bandiera) | D     | Roy Borne        |
| 10 | Irlanda del Nord (bandiera) | C     | Tommy Jackson    |
| 11 | Irlanda del Nord (bandiera) | D     | Billy McCullough |
| 12 | Irlanda del Nord (bandiera) | C     | Walter Bruce     |
| 14 | Irlanda del Nord (bandiera) | C     | Arthur Stewart   |
| 15 | Scozia (bandiera)           | C     | Billy Sinclair   |
| 20 | Irlanda del Nord (bandiera) | D     | Trevor Thompson  |

| N. |                             | Ruolo | Calciatore      |
| -- | --------------------------- | ----- | --------------- |
| 21 | Irlanda del Nord (bandiera) | A     | James Weatherup |
| 22 | Scozia (bandiera)           | A     | John Colrain    |
| 23 | Irlanda del Nord (bandiera) | C     | Alan McNeill    |
| 24 | Irlanda del Nord (bandiera) | A     | Eric Ross       |
| 25 | Irlanda del Nord (bandiera) | A     | Danny Trainor   |
| 30 | Irlanda del Nord (bandiera) | C     | Johnny Johnston |
| 31 | Irlanda del Nord (bandiera) |       | Sammy Lunn      |
| 32 | Irlanda del Nord (bandiera) | A     | Tom Morrow      |
| 33 | Irlanda del Nord (bandiera) |       | Maurice Wright  |
|    | Irlanda del Nord (bandiera) | P     | Albert Finlay   |